# Kati Outinen

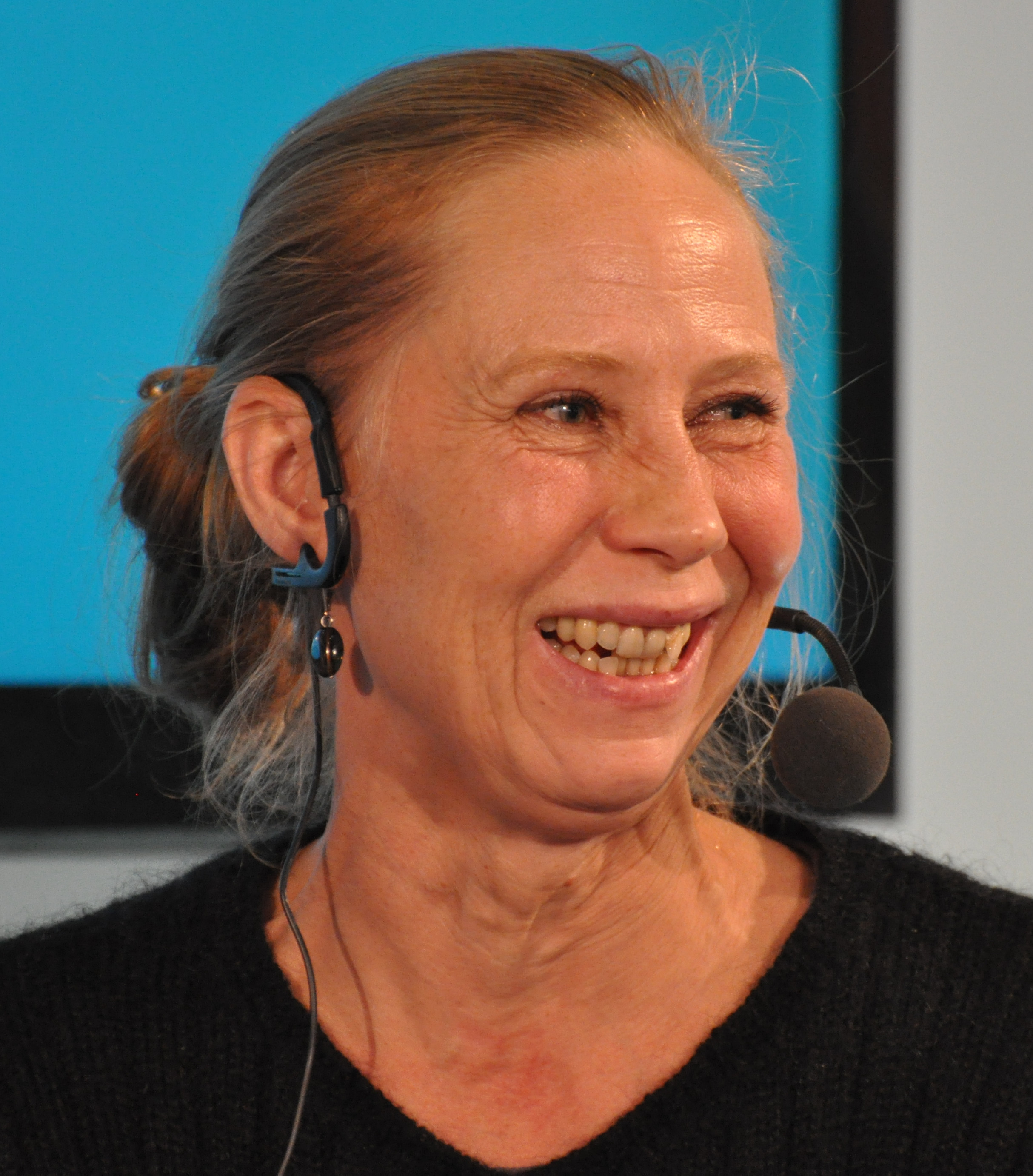
Kati Outinen, 2013

Kati Outinen (* 17. August 1961 als Anna Katriina Outinen in Helsinki) ist eine finnische Schauspielerin.

## Leben
Die Tochter einer Lehrerin und eines Offsetdruckers wurde im Alter von zwölf Jahren in der Theatergruppe ihrer Schule entdeckt. Über diese Zeit äußerte sie: „Ich fühlte mich so frei, wenn ich spielte.“
Von da an stand ihr Berufswunsch fest. Um die Zeit bis zur Volljährigkeit und Schauspielschule zu überbrücken, machte sie das Theaterspiel zu ihrem Hobby. „Und weil es ein Hobby war, haben wir alles selbst gemacht: das Skript, die Regie, Licht, Musik, Tanzchoreografie, alles. So bin ich ins Theater hineingewachsen.“
Ihre Schauspielausbildung erhielt Outinen bei dem exzentrischen Theaterregisseur Jouko Turkka, der seine Schüler im Stile des Theaters der Grausamkeit von Antonin Artaud zu exzessiven Entäußerungen ihrer selbst antrieb. Trotz der Anstrengungen liebte sie Turkkas Arbeitsstil. Nach der Schauspielschule in Helsinki spielte sie zehn Jahre lang am KOM-Theater in Helsinki und ab 1980 wirkte sie auch in Filmen mit. International bekannt geworden ist sie als Hauptdarstellerin in Filmen von Aki Kaurismäki, unter anderem als das Mädchen aus der Streichholzfabrik. Kaurismäki schrieb eigens für sie die Hauptrolle in diesem extrem minimalistisch inszenierten und dargestellten Spielfilm.
Kati Outinen war von 2002 bis 2013 Professorin für Schauspiel an der Theaterhochschule Helsinki. Ihre Tochter Iida Hämeen-Anttila (* 1985) ist eine Dramaturgin.

## Filmografie (Auswahl)
- 1986: Schatten im Paradies (Varjoja paratiisissa) – Regie: Aki Kaurismäki
- 1987: Hamlet goes Business (Hamlet liikemaailmassa) – Regie: Aki Kaurismäki
- 1990: Das Mädchen aus der Streichholzfabrik (Tulitikkutehtaan tyttö) – Regie: Aki Kaurismäki
- 1994: Tatjana – Take Care Of Your Scarf (Pidä huivista kiini, Tatjana) – Regie: Aki Kaurismäki
- 1996: Wolken ziehen vorüber (Kauas pilvet karkaavat) – Regie: Aki Kaurismäki
- 1998: Zugvögel … Einmal nach Inari – Regie: Peter Lichtefeld
- 1999: Juha – Regie: Aki Kaurismäki
- 2002: Der Mann ohne Vergangenheit (Mies Vailla Menneisyyttä) – Regie: Aki Kaurismäki
- 2004: Populärmusik aus Vittula (Populärmusik från Vittula) – Regie: Reza Bagher
- 2006: Lichter der Vorstadt (Laitakaupungin valot) – Regie: Aki Kaurismäki
- 2006: Avida – Regie: Benoît Delépine, Gustave Kervern
- 2008: Sauna (bekannt auch als Filth oder Evil Rising) – Regie: Antti-Jussi Annila
- 2009: The House of Branching Love (Haarautuvan rakkauden talo) – Regie: Mika Kaurismäki
- 2011: Le Havre – Regie: Aki Kaurismäki
- 2013: August Fools (Mieletön elokuu) – Regie: Taru Mäkelä
- 2016: Dark Crimes – Regie: Alexandros Avranas
- 2017: Die andere Seite der Hoffnung (Toivon tuolla puolen) – Regie: Aki Kaurismäki
- 2019: The Hole in the Ground – Regie: Lee Cronin
- 2023: Räkä ja Roiskis  – Regie: Teemu Nikki
- 2025: Rörelser

## Auszeichnungen (Auszug)
- 1997: Jussi – Beste Schauspielerin in Wolken ziehen vorüber.[1]
- 2002: Internationale Filmfestspiele von Cannes – Beste Darstellerin in Der Mann ohne Vergangenheit [9]
- 2003: Jussi – Beste Schauspielerin für Der Mann ohne Vergangenheit [1]
- 2004: Bremer Filmpreis [10]